# 瑪麗亞·斯皮里多諾娃
玛丽亚·亚历山德罗夫娜·斯皮里多诺娃（羅馬化：Mariya Aleksandrovna Spiridonova；1884年10月16日—1941年9月11日）。俄罗斯民粹派革命家，1906年作为社会革命党战斗组成员刺杀沙俄官员，在西伯利亚监狱服刑11年，1917年2月获释后在俄国革命中扮演重要角色。领导左派社会革命党，先支持后反对列宁和布尔什维克。1918年7月，为了断绝苏俄和德国的关系，指使契卡成员雅科夫·布柳姆金刺杀了德国驻苏俄大使威尔海姆·冯·米尔巴赫。1918年起多次被捕，关入精神病院或流放。1941年被处决。后来苏联曾成功将她抹黑并强行隐藏了和她相关的历史。